# Mortes em fevereiro de 2024
Mortes em 2024: ← Janeiro – Fevereiro – Março – Abril – Maio – Junho – Julho – Agosto – Setembro – Outubro – Novembro – Dezembro →
Esta é uma relação de pessoas notáveis que morreram durante o mês de fevereiro de 2024, listando nome, nacionalidade, ocupação e ano de nascimento.

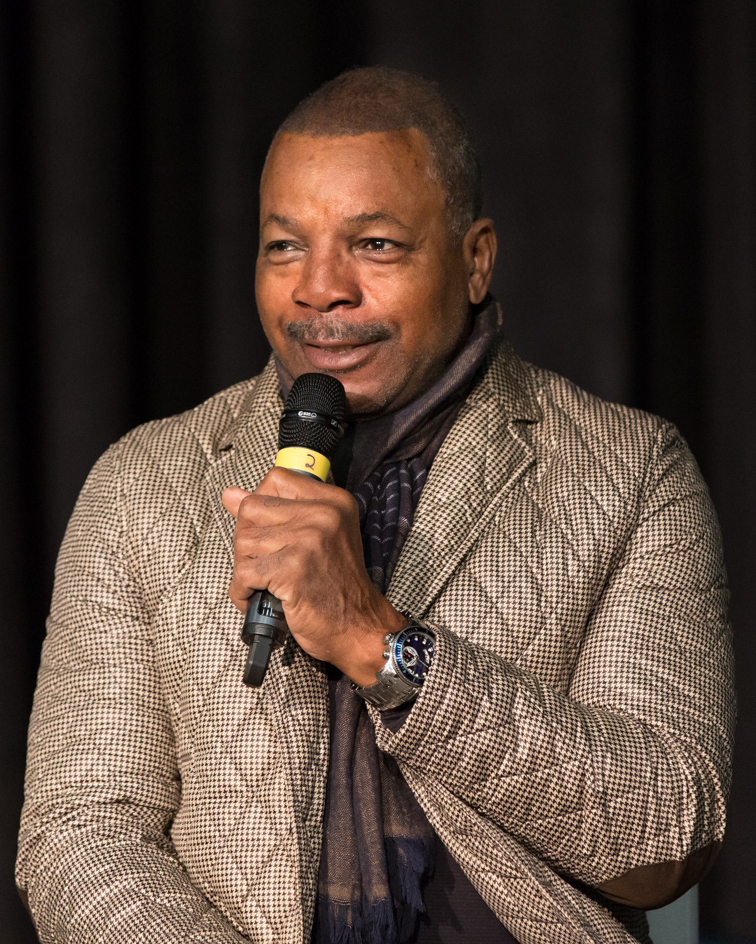
Carl Weathers, ator estadunidense.

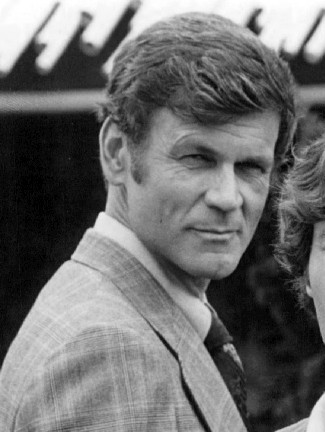
Don Murray, ator estadunidense.

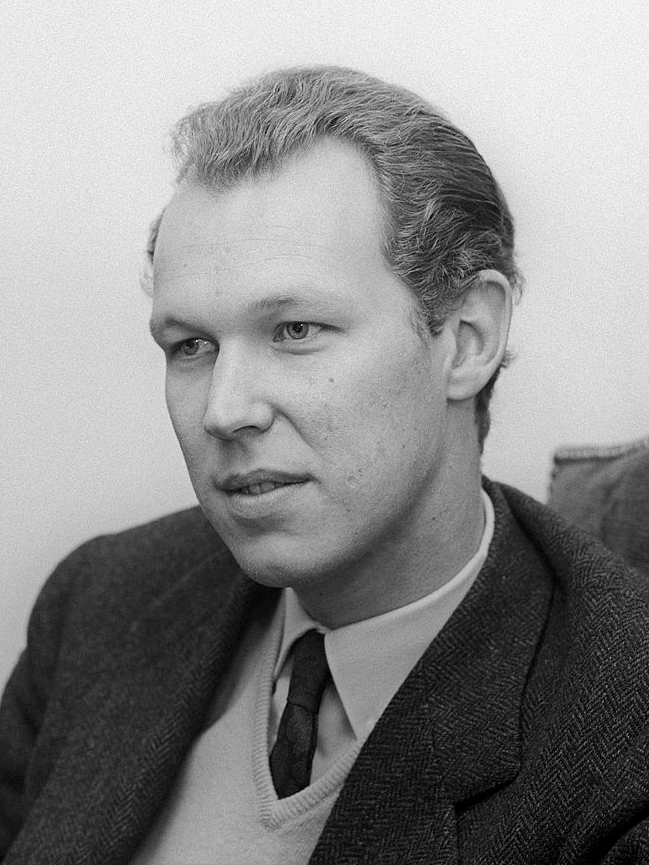
Vítor Emanuel, nobre italiano.

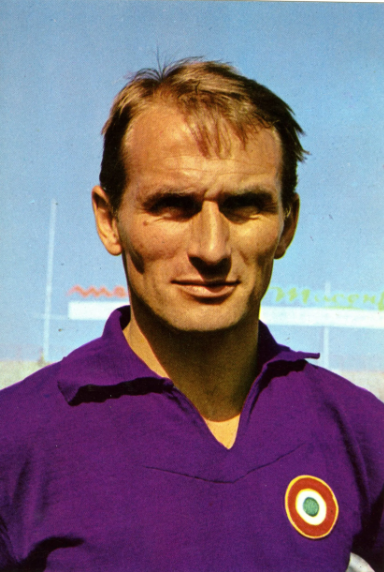
Kurt Hamrin, futebolista sueco.

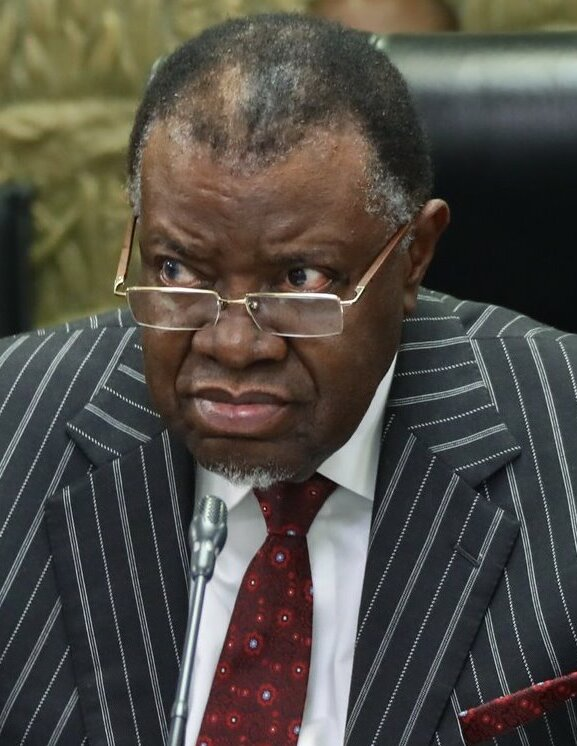
Hage Geingob, político namibiano.

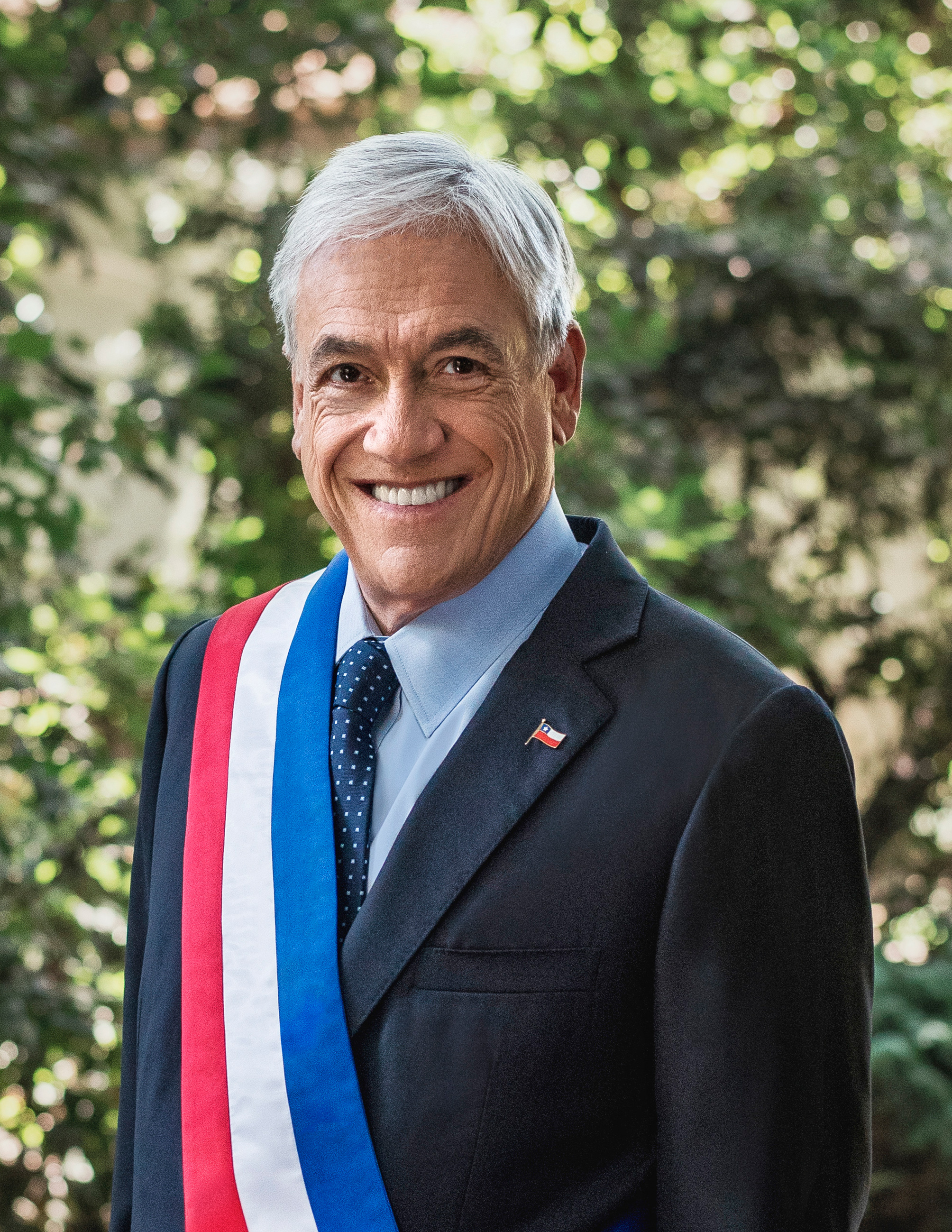
Sebastián Piñera, político chileno.

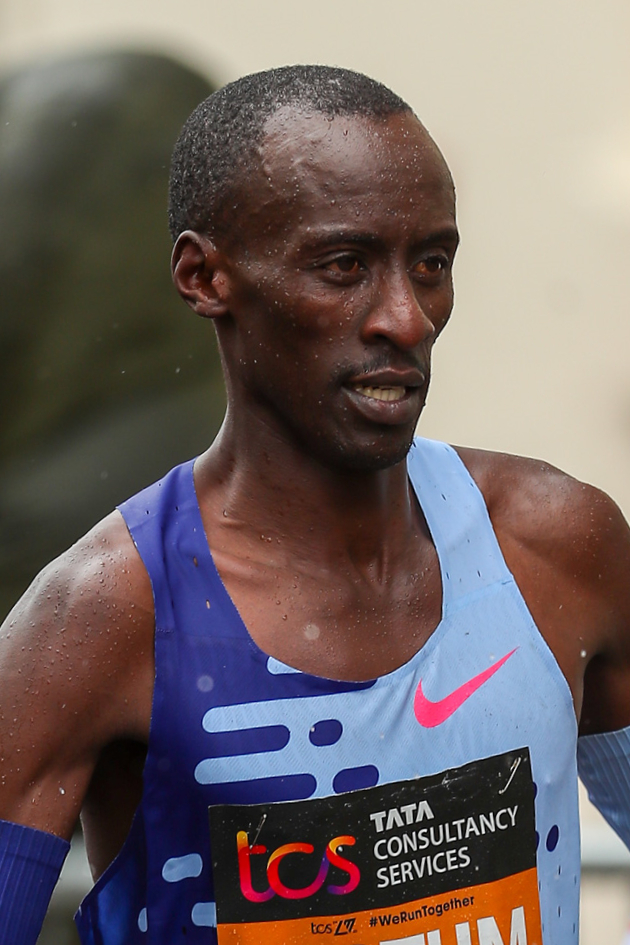
Kelvin Kiptum, fundista queniano.

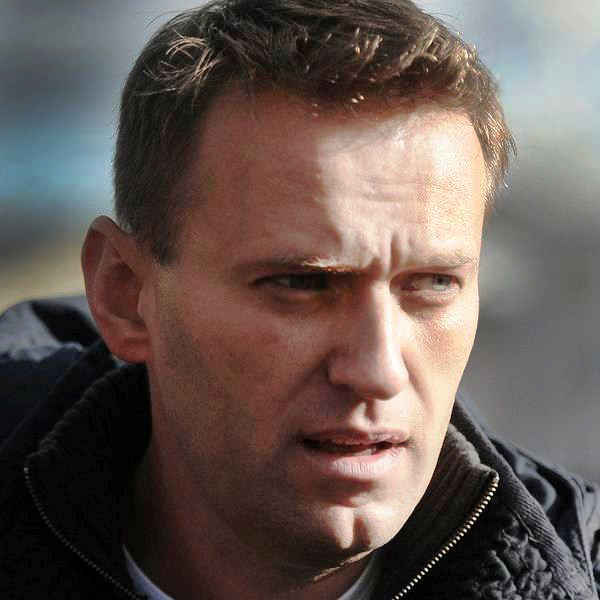
Alexei Navalny, político e ativista russo.

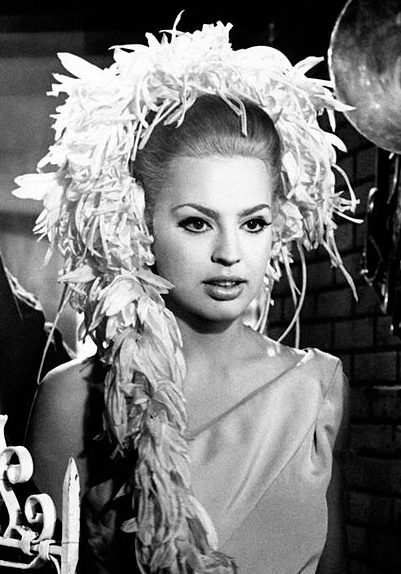
Ira von Fürstenberg, atriz, socialite e designer italiana.

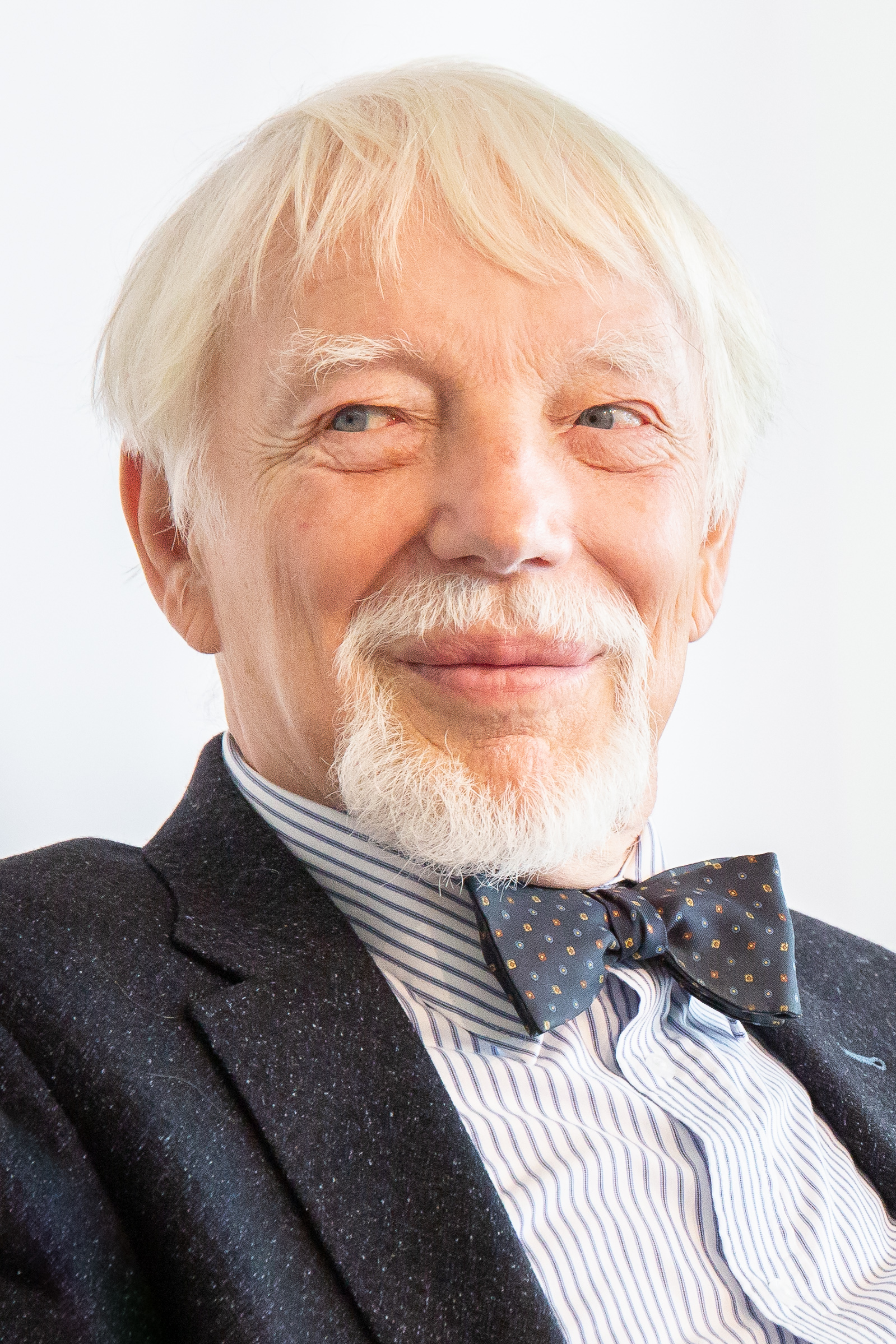
Jan Assmann, professor e egiptólogo alemão.

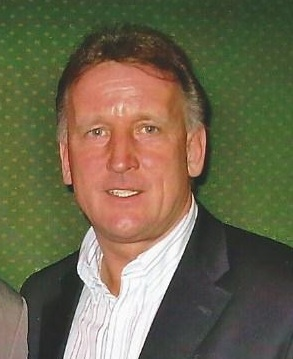
Andreas Brehme, futebolista alemão.

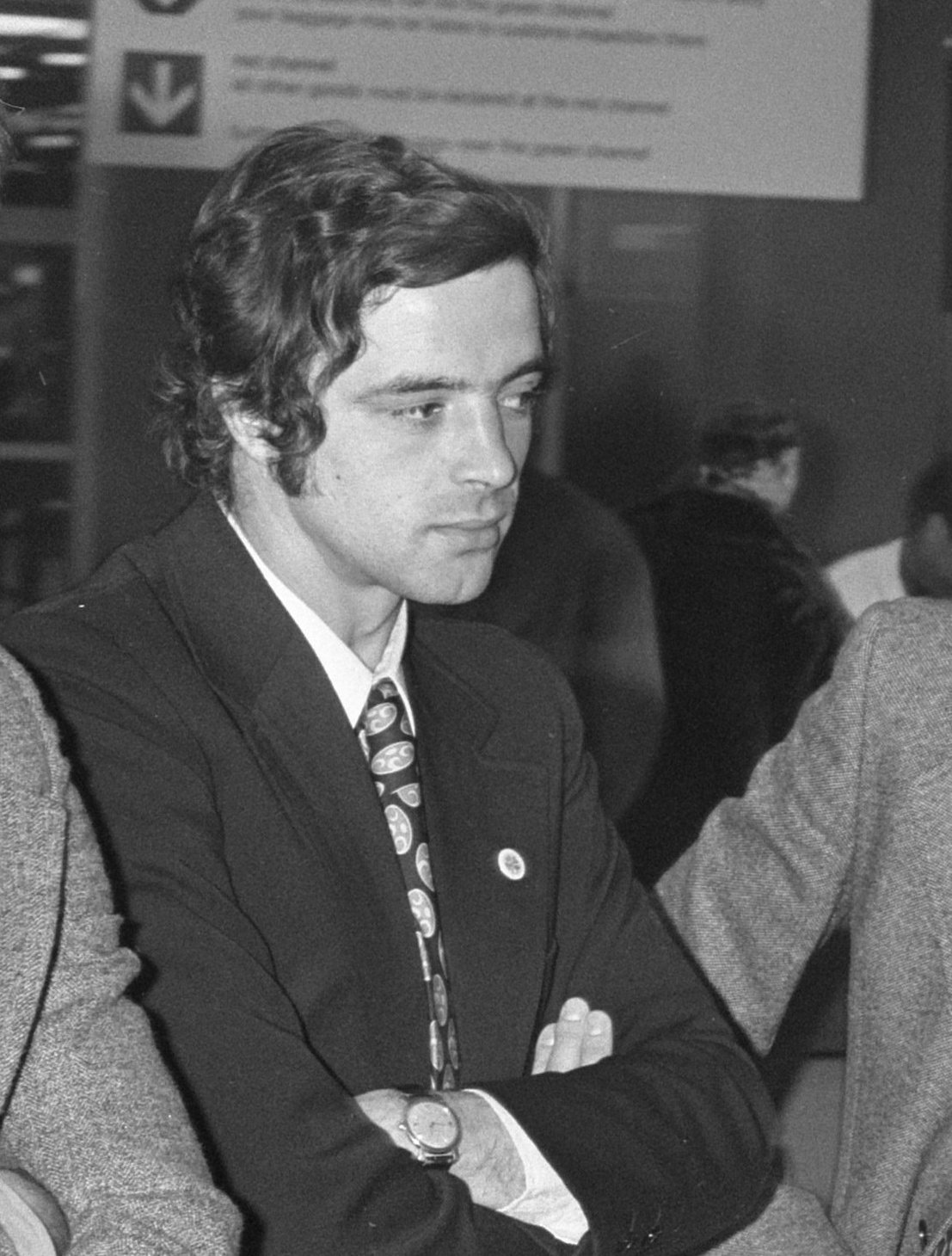
Artur Jorge, treinador e futebolista português.

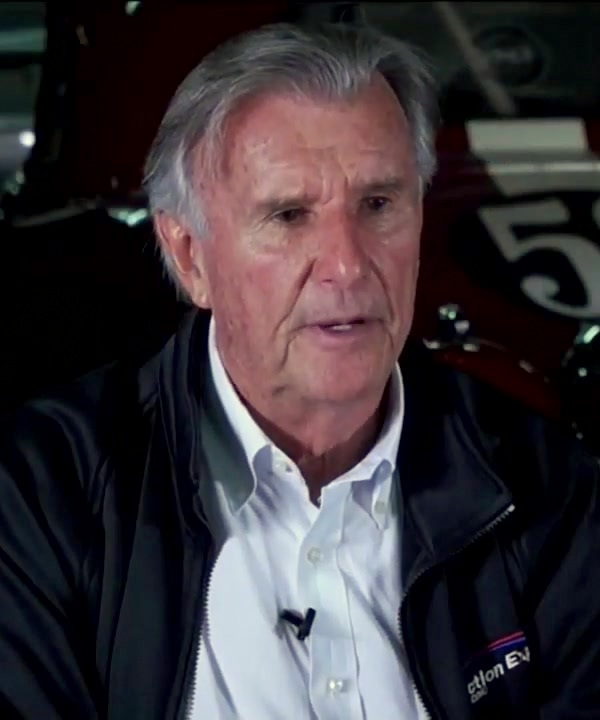
Wilson Fittipaldi Júnior, automobilista brasileiro.

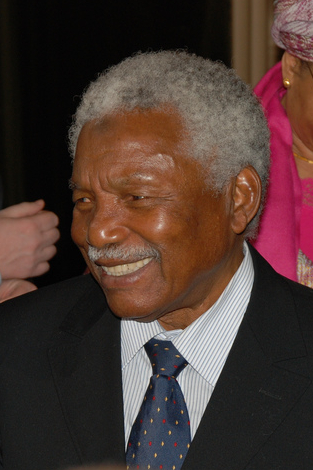
Ali Hassan Mwinyi, político tanzaniano.

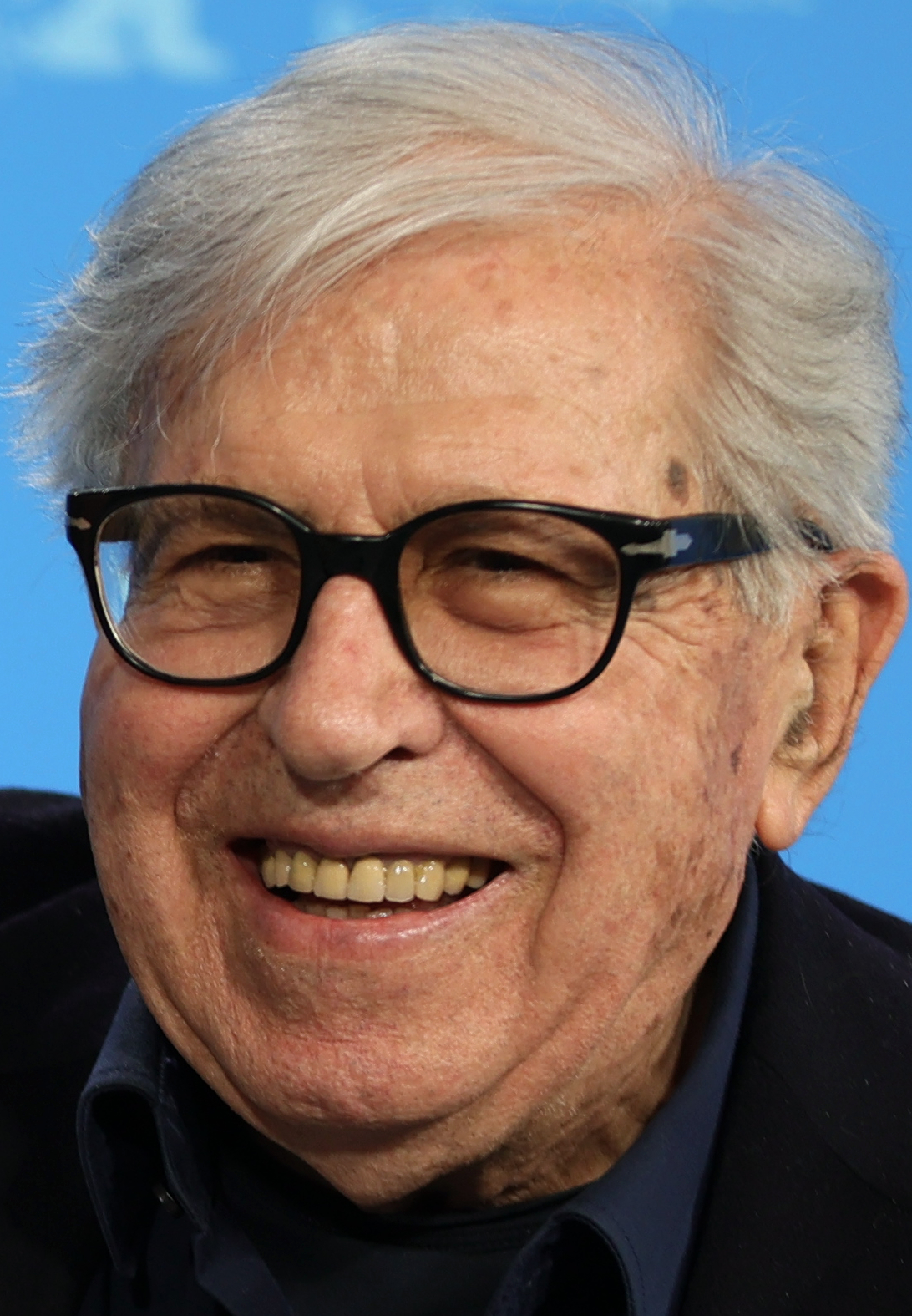
Paolo Taviani, ator, diretor e roteirista italiano.

| Dia | Nome                               | Profissão ou motivo de reconhecimento | Nacionalidade             | Nasc. | Ref     |
| --- | ---------------------------------- | ------------------------------------- | ------------------------- | ----- | ------- |
| 1   | Carl Weathers                      | Ator                                  | Estados Unidos            | 1948  | [ 1 ]   |
| 1   | Robson Xavier                      | Futebolista                           | Brasil                    | 1986  | [ 2 ]   |
| 1   | Nini Souto                         | Política                              | Brasil                    | 1939  | [ 3 ]   |
| 1   | Pearl Berg                         | Supercentenária                       | Estados Unidos            | 1909  | [ 4 ]   |
| 2   | Pierre René Ferdinand Raffin       | Prelado                               | França                    | 1938  | [ 5 ]   |
| 2   | Paulin J. Hountondji               | Filósofo, político e acadêmico        | Benim                     | 1942  | [ 6 ]   |
| 2   | Oskar Negt                         | Filósofo e sociólogo                  | Alemanha                  | 1934  | [ 7 ]   |
| 2   | Wayne Kramer                       | Músico                                | Estados Unidos            | 1948  | [ 8 ]   |
| 2   | Don Murray                         | Ator                                  | Estados Unidos            | 1929  | [ 9 ]   |
| 2   | Francisco Jara                     | Futebolista                           | México                    | 1941  | [ 10 ]  |
| 2   | Lorenzo Olarte Cullén              | Político                              | Espanha                   | 1932  | [ 11 ]  |
| 2   | Luis Morales Reyes                 | Prelado                               | México                    | 1936  | [ 12 ]  |
| 2   | Rich Caster                        | Jogador de futebol americano          | Estados Unidos            | 1948  | [ 13 ]  |
| 2   | John Walker                        | Programador                           | Estados Unidos            | 1949  | [ 14 ]  |
| 2   | Osvaldo Domínguez Dibb             | Dirigente deportivo                   | Paraguai                  | 1940  | [ 15 ]  |
| 3   | Vítor Emanuel, Príncipe de Nápoles | Nobre                                 | Itália                    | 1937  | [ 16 ]  |
| 3   | Aston Barrett                      | Músico                                | Jamaica                   | 1946  | [ 17 ]  |
| 3   | Helena Rojo                        | Atriz                                 | México                    | 1944  | [ 18 ]  |
| 3   | Márcia Marinho                     | Política                              | Brasil                    | 1963  | [ 19 ]  |
| 4   | Hage Geingob                       | Político                              | Namíbia                   | 1941  | [ 20 ]  |
| 4   | Kurt Hamrin                        | Futebolista                           | Suécia                    | 1934  | [ 21 ]  |
| 4   | Earl Cureton                       | Basquetebolista                       | Estados Unidos            | 1957  | [ 22 ]  |
| 4   | Rui Patrício                       | Jurista, político e empresário        | Portugal                  | 1932  | [ 23 ]  |
| 4   | Agostino Borromeo                  | Historiador                           | Itália                    | 1944  | [ 24 ]  |
| 4   | Giacomo Losi                       | Futebolista                           | Itália                    | 1935  | [ 25 ]  |
| 5   | Jean Malaurie                      | Explorador e antropólogo              | França                    | 1922  | [ 26 ]  |
| 5   | José Delbo                         | Quadrinista                           | Argentina                 | 1933  | [ 27 ]  |
| 5   | Toby Keith                         | Músico                                | Estados Unidos            | 1961  | [ 28 ]  |
| 5   | Dries van Agt                      | Político                              | Países Baixos             | 1931  | [ 29 ]  |
| 6   | John Bruton                        | Político                              | Irlanda                   | 1947  | [ 30 ]  |
| 6   | Miguel Ángel González              | Futebolista                           | Espanha                   | 1947  | [ 31 ]  |
| 6   | Sebastián Piñera                   | Político                              | Chile                     | 1949  | [ 32 ]  |
| 6   | Donald Kinsey                      | Guitarrista e cantor                  | Estados Unidos            | 1953  | [ 33 ]  |
| 6   | Seiji Ozawa                        | Maestro                               | Japão                     | 1935  | [ 34 ]  |
| 6   | Michael Anthony Epstein            | Acadêmico e professor                 | Reino Unido               | 1921  | [ 35 ]  |
| 6   | Robert M. Young                    | Cineasta e roteirista                 | Estados Unidos            | 1924  | [ 36 ]  |
| 7   | Stanislas Adotevi                  | Filósofo                              | Benim                     | 1934  | [ 37 ]  |
| 7   | Alfred Grosser                     | Sociólogo                             | França/ Alemanha          | 1925  | [ 38 ]  |
| 7   | Luigi Arienti                      | Ciclista                              | Itália                    | 1937  | [ 39 ]  |
| 7   | Diana Carnero                      | Política                              | Equador                   | 1995  | [ 40 ]  |
| 9   | Robert Badinter                    | Político                              | França                    | 1928  | [ 41 ]  |
| 9   | André Jordan                       | Empresário                            | Polónia/ Brasil/ Portugal | 1933  | [ 42 ]  |
| 9   | Renata Flores                      | Atriz                                 | México                    | 1949  | [ 43 ]  |
| 9   | Roland Grip                        | Futebolista                           | Suécia                    | 1941  | [ 44 ]  |
| 10  | Edward Lowassa                     | Político                              | Tanzânia                  | 1953  | [ 45 ]  |
| 10  | E. Duke Vincent                    | Produtor de televisão e escritor      | Estados Unidos            | 1932  | [ 46 ]  |
| 11  | Kelvin Kiptum                      | Fundista                              | Quênia                    | 1999  | [ 47 ]  |
| 11  | Allen Joseph Bard                  | Químico                               | Estados Unidos            | 1933  | [ 48 ]  |
| 11  | Gregor Wenning                     | Professor e acadêmico                 | Alemanha                  | 1964  | [ 49 ]  |
| 12  | Camille K                          | Atriz                                 | Brasil                    | 1945  | [ 50 ]  |
| 12  | Jules Harlow                       | Rabino                                | Estados Unidos            | 1931  | [ 51 ]  |
| 12  | Paul-Siméon Ahouanan Djro          | Prelado                               | Costa do Marfim           | 1952  | [ 52 ]  |
| 12  | Henk Bos                           | Historiador                           | Países Baixos             | 1940  | [ 53 ]  |
| 13  | Muhammad al-Zawahiri               | Terrorista                            | Egito                     | 1953  | [ 54 ]  |
| 14  | Nivaldo Passos Krüger              | Político                              | Brasil                    | 1929  | [ 55 ]  |
| 14  | Paulo Diógenes                     | Humorista e político                  | Brasil                    | 1961  | [ 56 ]  |
| 14  | Sasha Montenegro                   | Atriz                                 | México                    | 1946  | [ 57 ]  |
| 14  | Anatoly Vershik                    | Matemático                            | Rússia/ União Soviética   | 1933  | [ 58 ]  |
| 14  | Robert Varnajo                     | Ciclista                              | França                    | 1929  | [ 59 ]  |
| 14  | José Lladó Fernández-Urrutia       | Político e empresário                 | Espanha                   | 1934  | [ 60 ]  |
| 14  | Lena Prewitt                       | Professora                            | Estados Unidos            | 1931  | [ 61 ]  |
| 15  | José Pinto                         | Ator                                  | Portugal                  | 1929  | [ 62 ]  |
| 15  | Nicolas Bergeron                   | Matemático                            | França                    | 1975  | [ 63 ]  |
| 16  | Alexei Navalny                     | Político e ativista                   | Rússia/ União Soviética   | 1976  | [ 64 ]  |
| 16  | Ian McMillan                       | Futebolista                           | Reino Unido               | 1931  | [ 65 ]  |
| 16  | Jorge Toro                         | Futebolista                           | Chile                     | 1939  | [ 66 ]  |
| 16  | Guy Brousseau                      | Matemático                            | França                    | 1931  | [ 67 ]  |
| 17  | Johan Galtung                      | Sociólogo                             | Noruega                   | 1930  | [ 68 ]  |
| 17  | José Bento Carlos Amaral           | Político                              | Brasil                    | 1931  | [ 69 ]  |
| 17  | Jaap Oudkerk                       | Ciclista                              | Países Baixos             | 1937  | [ 70 ]  |
| 18  | José Douglas Dallora               | Dentista e dirigente esportivo        | Brasil                    | 1936  | [ 71 ]  |
| 18  | Abilio Diniz                       | Empresário                            | Brasil                    | 1936  | [ 72 ]  |
| 18  | Regina Vianna                      | Atriz                                 | Brasil                    | 1942  | [ 73 ]  |
| 18  | Tony Ganios                        | Ator                                  | Estados Unidos            | 1959  | [ 74 ]  |
| 18  | Rui Mourão                         | Escritor                              | Brasil                    | 1929  | [ 75 ]  |
| 18  | Michael Grunstein                  | Bioquímico e professor                | Roménia/ Estados Unidos   | 1946  | [ 76 ]  |
| 18  | Armando Guedes da Costa            | Produtor de cinema                    | Portugal                  | 1939  | [ 77 ]  |
| 19  | Ira von Fürstenberg                | Atriz, socialite e designer           | Itália                    | 1940  | [ 78 ]  |
| 19  | Jan Assmann                        | Professor e egiptólogo                | Alemanha                  | 1938  | [ 79 ]  |
| 20  | Andreas Brehme                     | Futebolista                           | Alemanha                  | 1960  | [ 80 ]  |
| 20  | Vasile Dîba                        | Canoísta                              | Roménia                   | 1954  | [ 81 ]  |
| 20  | Charles Swini                      | Futebolista                           | Malawi                    | 1985  | [ 82 ]  |
| 20  | Erik Bergkvist                     | Político                              | Suécia                    | 1965  | [ 83 ]  |
| 21  | Affonso Celso Pastore              | Economista                            | Brasil                    | 1939  | [ 84 ]  |
| 21  | Luiz Werneck Vianna                | Sociólogo                             | Brasil                    | 1938  | [ 85 ]  |
| 21  | Roger Guillemin                    | Neurocientista e endocrinologista     | França/ Estados Unidos    | 1924  | [ 86 ]  |
| 21  | Jeroni Albertí                     | Político                              | Espanha                   | 1927  | [ 87 ]  |
| 21  | Steve Paxton                       | Dançarino e coreógrafo                | Estados Unidos            | 1939  | [ 88 ]  |
| 21  | Micheline Presle                   | Atriz                                 | França                    | 1922  | [ 89 ]  |
| 21  | Nazir Naji                         | Jornalista                            | Paquistão                 | 1944  | [ 90 ]  |
| 21  | Max Panavo                         | Militar                               | Brasil                    | 1991  | [ 91 ]  |
| 22  | Artur Jorge                        | Treinador e futebolista               | Portugal                  | 1946  | [ 92 ]  |
| 22  | Alois Kothgasser                   | Prelado                               | Áustria                   | 1937  | [ 93 ]  |
| 22  | Robert Patrick Ellison             | Prelado                               | Irlanda                   | 1947  | [ 94 ]  |
| 22  | Hugo Maia de Loureiro              | Cantor                                | Portugal                  | 1944  | [ 95 ]  |
| 23  | Shinsadong Tiger                   | Compositor e produtor musical         | Coreia do Sul             | 1983  | [ 96 ]  |
| 23  | Wilson Fittipaldi Júnior           | Automobilista                         | Brasil                    | 1943  | [ 97 ]  |
| 23  | Rui Rodrigues                      | Treinador e futebolista               | Portugal                  | 1943  | [ 98 ]  |
| 23  | Golden Richards                    | Jogador de futebol americano          | Estados Unidos            | 1950  | [ 99 ]  |
| 23  | Chris Gauthier                     | Ator                                  | Canadá                    | 1976  | [ 100 ] |
| 23  | Ilse Falk                          | Política                              | Alemanha                  | 1941  | [ 101 ] |
| 24  | Kenneth Mitchell                   | Ator                                  | Canadá                    | 1974  | [ 102 ] |
| 24  | Chris Nicholl                      | Futebolista                           | Reino Unido               | 1946  | [ 103 ] |
| 24  | Ramona Fradon                      | Quadrinista                           | Estados Unidos            | 1926  | [ 104 ] |
| 25  | Zong Qinghou                       | Empresário                            | China                     | 1945  | [ 105 ] |
| 26  | Jacob Rothschild                   | Empresário                            | Reino Unido               | 1936  | [ 106 ] |
| 26  | Stein Winge                        | Ator                                  | Noruega                   | 1940  | [ 107 ] |
| 26  | Salah Larbes                       | Futebolista                           | Argélia                   | 1952  | [ 108 ] |
| 26  | René Pollesch                      | Escritor e dramaturgo                 | Alemanha                  | 1962  | [ 109 ] |
| 26  | Jaakko Teppo                       | Cantor e compositor                   | Finlândia                 | 1953  | [ 110 ] |
| 27  | Richard Lewis                      | Ator e comediante                     | Estados Unidos            | 1947  | [ 111 ] |
| 27  | Richard Truly                      | Astronauta                            | Estados Unidos            | 1937  | [ 112 ] |
| 28  | Yaya Dillo Djérou                  | Político                              | Chade                     | 1974  | [ 113 ] |
| 28  | Frank Haig                         | Físico e jesuíta                      | Estados Unidos            | 1926  | [ 114 ] |
| 28  | Nikolai Ryzhkov                    | Político                              | Rússia/ União Soviética   | 1929  | [ 115 ] |
| 29  | Ali Hassan Mwinyi                  | Político                              | Tanzânia                  | 1925  | [ 116 ] |
| 29  | Brian Mulroney                     | Político                              | Canadá                    | 1939  | [ 117 ] |
| 29  | Paolo Taviani                      | Ator, diretor e roteirista            | Itália                    | 1931  | [ 118 ] |